# Letts (Iowa)
Letts – miasto w Stanach Zjednoczonych, w stanie Iowa, w hrabstwie Louisa. Zgodnie ze spisem statystycznym z 2000 roku, miasto liczyło 392 mieszkańców.